# 蒙古黃金史

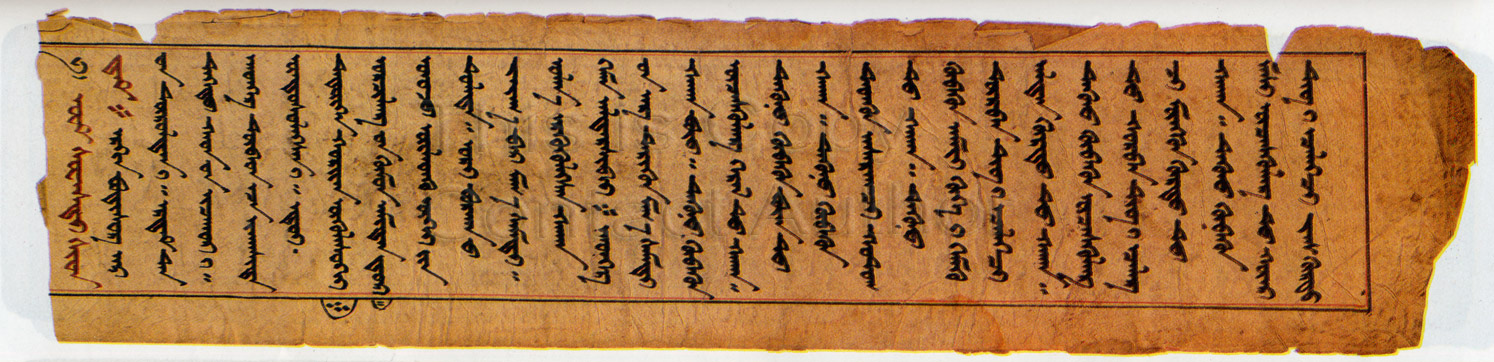
1604年版《黄金史》第一页

《蒙古黃金史》，是蒙古編年體通史，作者為羅卜藏丹津，約成書於17世紀。

## 特点
《蒙古黃金史》常被認為是繼《蒙古秘史》之後第二大蒙古文歷史文獻。事實上，該書包含了《秘史》282章中的233章，但並非逐字照抄而是在各部份增加了詳細的內容。其內容為成吉思汗及其前幾代的傳說，以及北元及之後至林丹汗為止的歷史。
著者羅卜桑丹津是十七世紀後半期至十八世紀前半期的一位藏传佛教高僧，這本書的寫成當在1649年至1736年之間，他除了著述這一部史書之外，還曾參加編纂蒙古文的《五台山志》。羅卜桑丹津編這本書時曾用過多種年代不同的史料，這些古代的蒙古史料我們只能通過此作品來了解。

## 發現
1926年，蒙古人民共和国经籍馆馆长扎木彦公在東方省一位名叫达里（Dari）的永谢布台吉（察哈尔部旧贵族）手裡發現了一部藏式贝叶装的《黄金史》抄本，用鋼筆抄寫後帶到烏蘭巴托。1937年根据此抄本出版的版本，后来被称作库伦（Urga）版《黄金史》。此後，扎木斯朗·策本和仁親深度研究了這本書。1955年，英国蒙语学者查尔斯·鲍登將其翻譯成英文。

## 書名
《蒙古黃金史》音譯《阿勒坦·托卜赤》，全名《綜述古代諸汗根源起自印度西藏迄於蒙古初代聖成吉思汗其孫忽必烈薛禪汗支脉達延汗以至林丹呼圖克圖〈黃金史〉》，常常被蒙古學者簡稱為《大黃金史》。区别于更早的佚名《黄金史纲》。

## 内容
記載古代蒙古可汗們的源流，並建立國家的黃金史綱要。全書分為四大部分：
1. 述說成吉思汗到窝阔台汗時代的歷史
2. 神話及後人加入的傳說
3. 述說窝阔台可汗到林丹可汗時代的史綱
4. 摘要及附錄：可汗們的世系與各部的關係；喀喇沁部的世系及其與滿清的締盟

## 外部連結
- Altan Tobchi （页面存档备份，存于） – 西里尔蒙古文完整版
- Altan Tobchi – Ritsumeikan University 1604版传统蒙古文